# 32619 Lynnsawyer
32619 Lynnsawyer este o planetă minoră (asteroid) din centura de asteroizi. A fost descoperită pe 24 august 2001 la Stația Anderson Mesa de Lowell Observatory Near-Earth-Object Search. 
Obiectul prezintă o orbită caracterizată de o semiaxă mare de 2,4534605 UAi, o excentricitate de 0,17, o înclinație de 5,97243 ° în raport cu ecliptica.